# إيمي ماميتس
إيمي ماميتس (بالإستونية: Aime Mäemets)‏ هي عالمة نبات وأحياء مائية إستونية، وُلدت في 29 سبتمبر 1930، وتُوفيت في 17 يوليو 1996. أجرت إيمي أبحاثًا كثيرة في بحيرة بيبوس، واشتهرت بدراستها النباتات الكبيرة المنظورة بالعين المجردة. أنهت دراستها في جامعة تارتو عام 1954. في الفترة ما بين 1961 حتى 1966 عملت في معهد إستونيا لعلم الحيوان والنبات، وكانت مُتخصصة في مجال النباتات جارِ النهرية.